# 艾力克斯·密賽爾·蘇里果伊
艾力克斯·密賽爾·蘇里果伊（英語：Alex Misael Suligoy，1990年12月3日—）是一名阿根廷射擊運動員，曾代表國家參加2012年倫敦奧運的男子50米步槍臥射比賽，並未獲得獎牌。